# Hartmann I. von Werdenberg
Hartmann I. von Werdenberg († um 1271) war von 1256 bis 1259 Graf von Kraiburg und Marquartstein und später Graf von Werdenberg. Er gilt als Stammvater der Grafen von Werdenberg-Sargans.
Hartmann war Sohn Rudolfs I. von Werdenberg und Clementias von Kyburg. Er war der Bruder von Hugo I. von Werdenberg. Er war seit 1256 Ehemann von Elisabeth, der einzigen Tochter von Rapoto III. von Ortenburg, des Pfalzgrafen von Bayern und Grafen von Kraiburg und Marquartstein.
Nach Rapotos Tod im Jahre 1248 hatte dessen Witwe Gräfin Adelheid die Regierung geführt, jetzt übernahm Hartmann I. von Werdenberg die Besitzungen. Seither nannte sich Hartmann Pfalzgraf von Kraiburg, obwohl er mit dem Amt des Pfalzgrafen nie belehnt wurde.
Nachdem sowohl Rudolf (bereits vor 1247) als auch sein jüngerer Bruder Hugo gestorben waren, erfolgte 1258 eine Aufteilung des Familienbesitzes der Werdenberger, den Grafschaften über Churrätien, Tettnang, Bregenz, Feldkirch, Sonnenberg, Werdenberg und Sargans. Dabei erhielt er den südlichen Teil des montfortischen Besitzes; die Familie der Werdenberger verzweigte sich in die Hauptlinien „Werdenberg-Heiligenberg“ und „Werdenberg-Sargans“.
Bereits im Jahr 1259 verkaufte Hartmann die Grafschaft Kraiburg und die gesamten Besitzungen des ehemals ortenburgisch-pfalzgräflichen Hauses an den Wittelsbacher Herzog Heinrich XIII. von Niederbayern. Dieser gliederte die Besitzungen an sein Herzogtum an, was das Ende für die Grafschaft bedeutete.
Hartmann führte seit spätestens 1259 den Titel comes de Werdenberch und war Stammvater der Grafen von Werdenberg-Sargans. Sein Nachfolger als Graf von Werdenberg-Sargans war Rudolf II. († 1322/23). Seine anderen beiden Söhne schlugen klerikale Laufbahnen ein. So ist Hartmann II. als Domherr von Bamberg bezeugt und Hugo III. als Johanniterkomtur in Wädenswil und Bubikon. Hartmann I. von Werdenberg starb um das Jahr 1271.